# Fernand Isselé
Fernand Bertrand Isselé (Brugge, 22 februari 1915) is een voormalig Belgisch waterpolospeler.
Isselé nam als waterpoloër tweemaal deel aan de Olympische Spelen; in 1936 en 1948. In 1936 speelde hij in alle zeven wedstrijden en wist hij een bronzen medaille te winnen voor België. In 1948 speelde hij wederom in alle zeven wedstrijden mee en werd België vierde.
Gérard Blitz · 
Albert Castelyns · 
Pierre Coppieters · 
Joseph De Combe · 
Henri De Pauw · 
Henri Disy · 
Fernand Isselé · 
Edmond Michiels · 
Henri Stoelen
Henri De Pauw · 
Théo-Léo De Smet · 
Emile D'Hooge · 
Fernand Isselé · 
Georges Leenheere · 
Alphonse Martin · 
Paul Rigaumont · 
Willy Simons · 